# Donnay
Donnay (dɔ.nɛⓘ) es una comuna francesa situada en el departamento de Calvados, en la región Normandía. Calvados es un departamento en el noroeste de Francia, y Normandía es una región histórica conocida por su belleza paisajística y su importancia histórica.

## Demografía
| 216 | 200 | 169 | 172 | 177 | 190 | 289 |
| Para los censos de 1962 a 1999 la población legal corresponde a la población sin duplicidades (Fuente: INSEE [Consultar]) |     |     |     |     |     |     |